# Катион
Катио́н — положительно заряженный ион. Характеризуется величиной положительного электрического заряда: например, NH4+ — однозарядный катион аммония, Ca2+ — двухзарядный катион кальция. В электрическом поле, катионы притягиваются к отрицательному электроду — катоду.
Название происходит от греческого слова «καθιών»: нисходящий, идущий вниз. Термин введён Майклом Фарадеем, в 1834 году.
Катион всегда заряжен положительно и может быть различной величины. Число потерянных электронов влияет на величину заряда. Притягивая отрицательно заряженные частицы (анионы) , они образовывают химические соединения с ионной связью.
Самых известный катион- это ион водорода H+. Он играет основную роль во многих процессах, например в кислотно-основных реакциях, регулирование pH среды.
Безусловно, важную роль в биологических системах играют катионы. Они необходимы для нормального функционирования клеток и организмов.
Ионы кальция (Ca2+)- это основные катионы, участвующие в передаче нервных импульсов, сокращении мышц, регуляции рН внутренней среды клеток, а также в других биологических процессах.